# Eicke (Adelsgeschlecht)

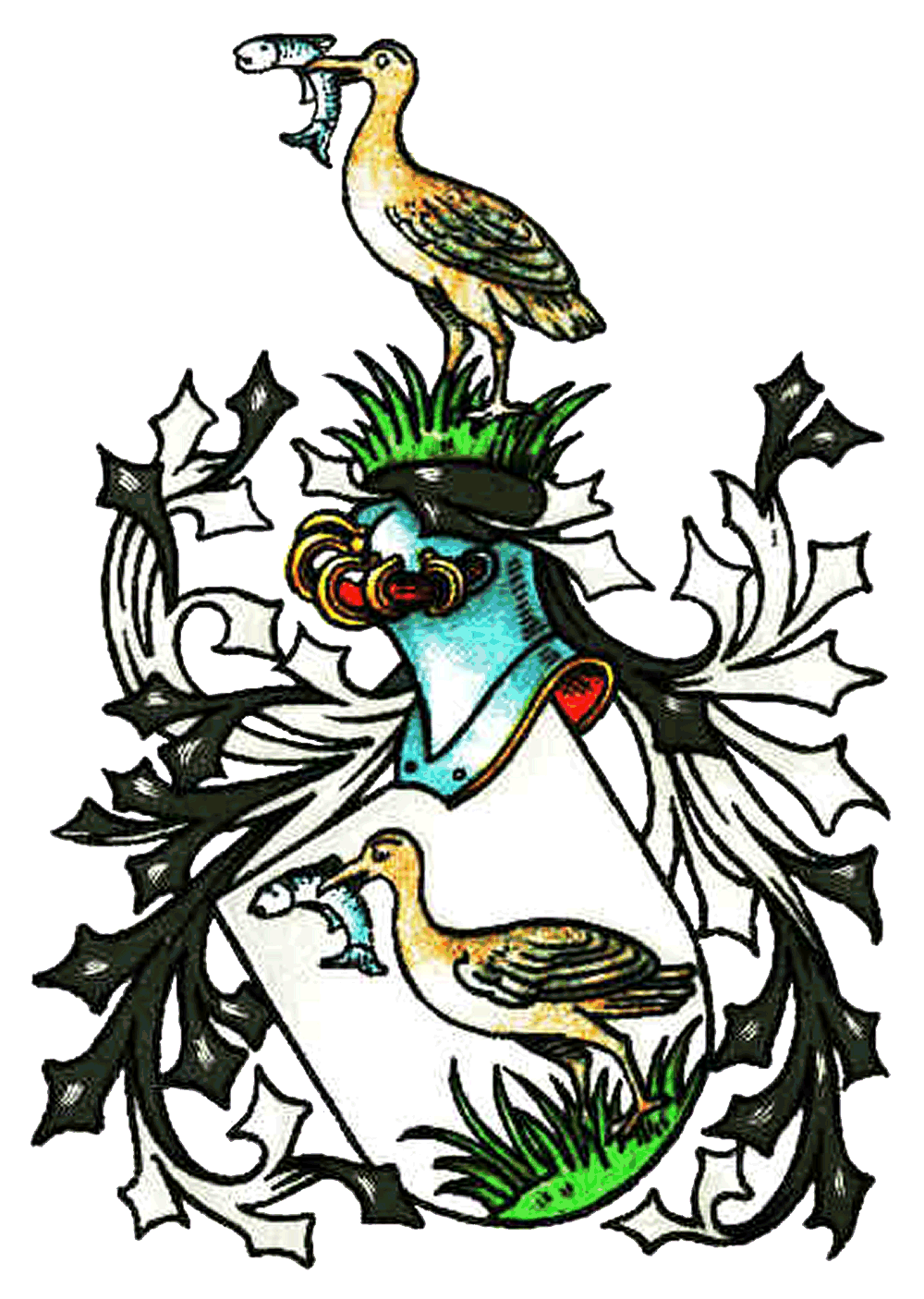
Wappen derer von Eicke

Eicke, auch Eicke und Polwitz, ist der Name eines schlesischen Uradelsgeschlechts.

## Geschichte
Das Geschlecht wurde mit Peczko Eycke am 14. August 1343 zuerst urkundlich genannt. Die Familie trat in zwei Stämmen auf, wovon sich der ältere, schlesische Stamm nach seinem Stammgut Polwitz im Fürstentum Ohlau nennt und gegenwärtig im Haus Mittel-Damsdorf fortbesteht. Weiterer Gutsbesitz bestand zu Marschwitz, Peltschütz und Poppelwitz, alle ebenfalls Kreis Ohlau. Der jüngere pommersche Stamm ist im Mannesstamm erloschen.

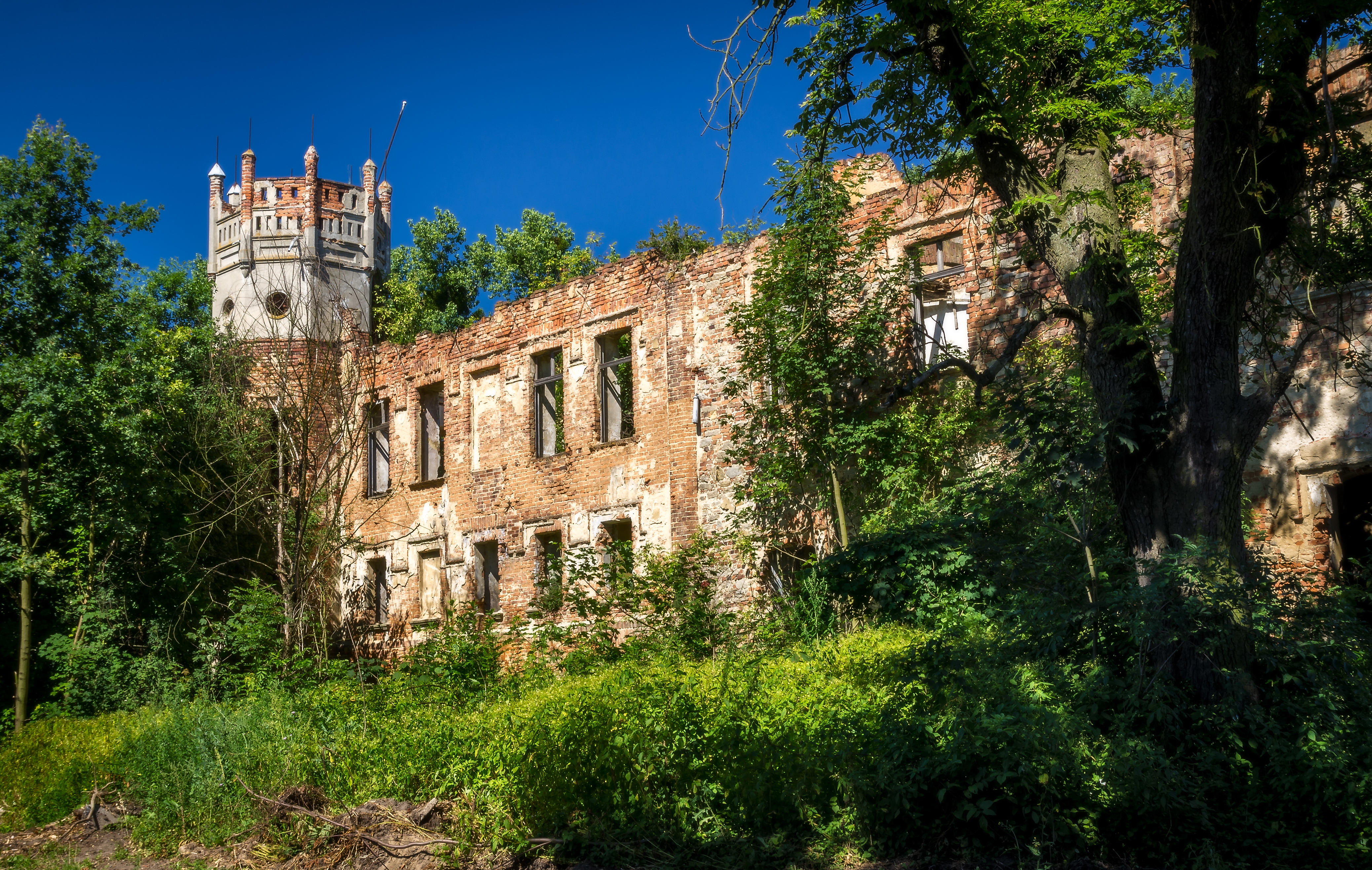
Ruinen des Schlosses Marschwitz, 1833 durch die Eicke und Polwitz im neogotischen Stil ausgebaut
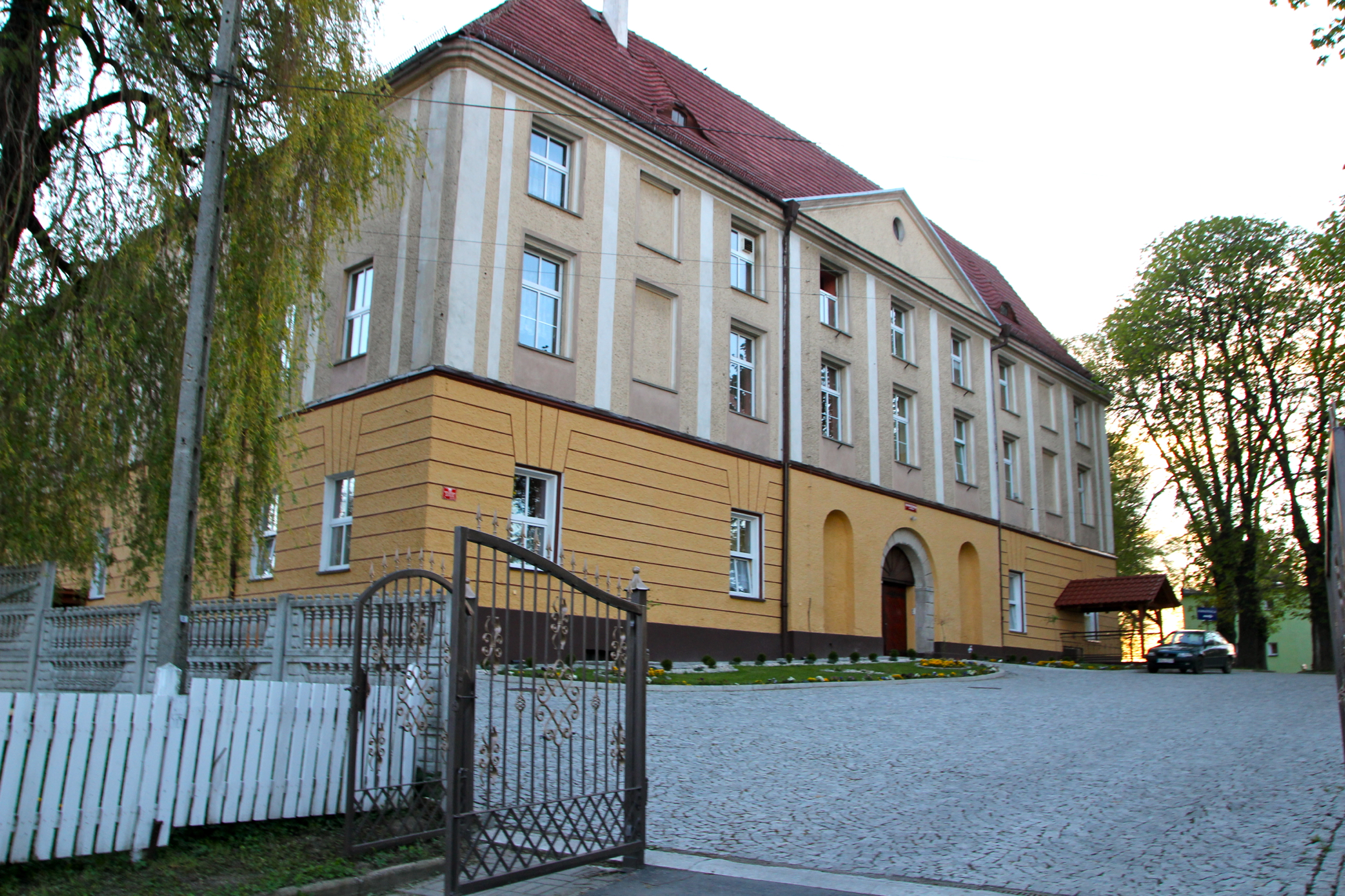
Schloss Gläsen, 1906 im Auftrag von Johanna von Eicke und Polwitz umgebaut

## Angehörige
- Adam Friedrich von Eicke und Polwitz (1706–1770), preußischer Landrat im Kreis Falkenberg
- Johann von Eicke und Polwitz (1716–1789), preußischer Landrat im Kreis Leobschütz
- Johann August von Eicke (1740–1805), preußischer Oberst
- Theodor Ernst von Eicke (1764–1850), preußischer Generalleutnant
- Ernst Friedrich von Eicke (1828–1887), preußischer Rittergutsbesitzer und Politiker, MdR
- Katharina von Eicke und Polwitz, seit 1975 Ehefrau des Dramaturgen Reinhard Urbach

## Wappen
Das Stammwappen zeigt in Silber ein in grünem Schilf stehendes natürliches Wasserhuhn, das einen Fisch im Schnabel hält. Auf dem Helm mit schwarz-silbernen Decken die Schildfigur.
Das Wappen des pommerschen Stammes ist dem Stammwappen weitestgehend gleich, das Wasserhuhn im Schild jedoch begleitet von 3 (2, 1) goldenen Sternen und auf dem Helm überhöht von einem goldenen Stern.